# Leif Kronlund
Leif Charles Kronlund, född 13 april 1931 i Sankt Görans församling i Stockholm, död 1 mars 2025 i Saltsjöbaden, Stockholms län, var en svensk orkesterledare med tonvikt på storband och dansmusik.

## Biografi
Leif Kronlund började sin musikerbana tillsammans med fyra andra tonårsgrabbar i ett swingband med namnet Voodoo Gates. Men redan efter deras första spelning på en dansklubb för ungdomar på Kungsholmen 1945 fick Kronlund sparken. När arrangören skulle presentera bandet hade han tappat bort namnet och kallade det för Leif Kronlunds orkester. Grabbarna i bandet trodde att Leif hade gjort en kupp och blev jättesura och han fick inte vara med längre. Redan året därpå hade han ett nytt band som verkligen fick heta Leif Kronlunds orkester.
Nalen (danspalatset National) var den tidens musikaliska centrum i Stockholm. Där spelade redan orkestrar som Putte Wickmans, Arne Domnérus och Carl-Henrik Norins. Efter att han kommit tvåa i en riksomfattande tävling på Konserthuset fick Topsy Lindblom, Nalens starke man, upp ögonen för Leif Kronlunds orkester och erbjöd dem 1948 att bli fast orkester på Nalen. Men något överraskande tackade Kronlund nej. Han hade träffat sin blivande fru Dagny och var inriktad på att studera på Handelshögskolan i Stockholm, men när han kom in på Handels hade han ändå ett nytt band som han ledde parallellt med studierna. De fick bland annat ersätta Thore Ehrlings orkester på Skansen några veckor 1950.
1952 fick Kronlund chansen att spela på Skansen med ett elvamannaband ett par veckor, och 1956 fick han, när Thore Ehrling valde att sluta på Skansen, överta dansmusiken där. Sedan dess har Leif Kronlunds storband varit en svensk musikinstitution där blivande schlagerstjärnor som sångerskorna Ann-Louise Hansson, Towa Carson, Britt Damberg, Inger Berggren, Anna-Lena Löfgren  passerade. Idag[när?] heter bandets sångerska Anita Berggren sedan många år tillbaka. Sedan 1960 har Kronlunds också haft en manlig sångare och saxofonist, Uno Johnsson, som fortfarande är volkalist i orkestern.
Kronlund dubbeljobbade länge som civilekonom och chef parallellt med musicerandet som tog 17-mannabandet runt om i Sverige. Man spelade bland annat återkommande på Nobelfesten men även utomlands på musikgalor och lyxklubbar i Paris, Monte Carlo och schweiziska Gstaad, med namn som Frank Sinatra och Elizabeth Taylor i publiken.
I flera år kunde man dansa till Kronlunds storband på Viking Lines kryssningsfartyg Cinderella, och varje sommar[när?] spelade de måndagar på Galejan på Skansen.
Han var sedan 1952 gift med Dagny Bäckström.

## Diskografi (urval)

### Inspelningar på EP, LP och CD
- Leif Kronlunds Orkester – Fröken Blyg, 1967 EP Metronome – J45-732
- Leif Kronlunds Storband - Dans på Börsen, 1980 LP, RCA Victor – PL 40196 Vokalister: Agneta Baumann, Jan Malmsjö
- Leif Kronlund And His Orchestra - Perfect For Dancing, 1981 LP, RCA Victor – PL 40237
- Leif Kronlunds Storband - Music Maestro Please, Gästartister: Siw Malmqvist, Lill-Babs, Loa Falkman, 1985 LP, RCA PL 70587
- Leif Kronlunds Orkester – Håll Dansen Igång, 2007 CD EMI Music Sweden AB – CMCD 6496
- Leif Kronlunds Orkester – Keep Swinging, 2018 CD Warner Music Group

En mer omfattande diskografi finns på Discogs.

## Teater

### Roller
| År   | Roll | Produktion                                                   | Regi          | Teater                      |
| ---- | ---- | ------------------------------------------------------------ | ------------- | --------------------------- |
| 1944 |      | Annie från Amörrika Sigge Fischer, Ch. Henry och Einar Molin | Sigge Fischer | Tantolundens friluftsteater |

## Priser och utmärkelser
- 2017 – H. M. Konungens medalj av 8:e storleken i Serafimerordens band för förtjänstfulla insatser som musiker
- 2017 – Thore Ehrling-stipendiet[13]

## Bildgalleri

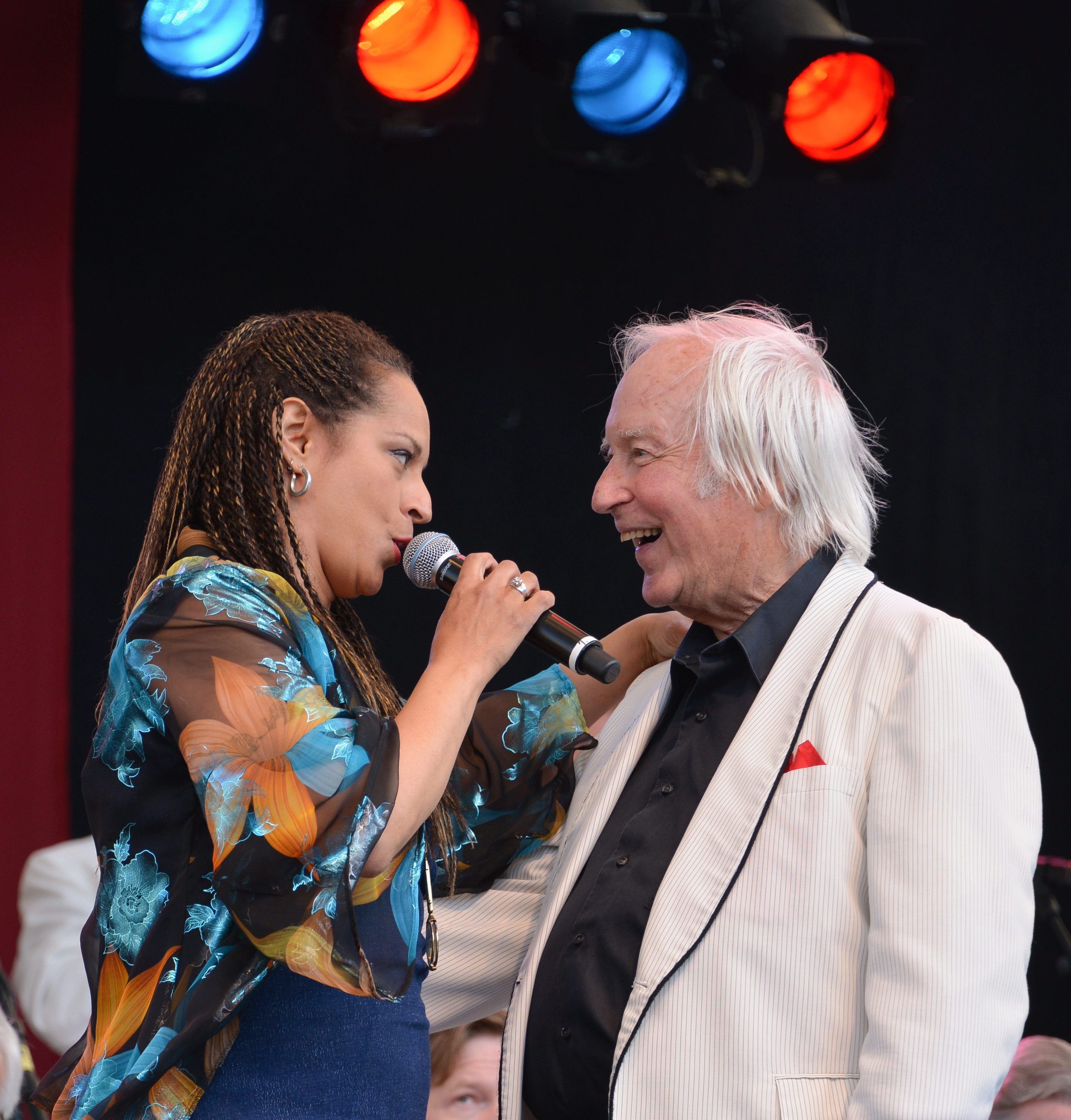
Kapellmästare Leif Kronlund intervjuas av Sharon Dyall 2013.
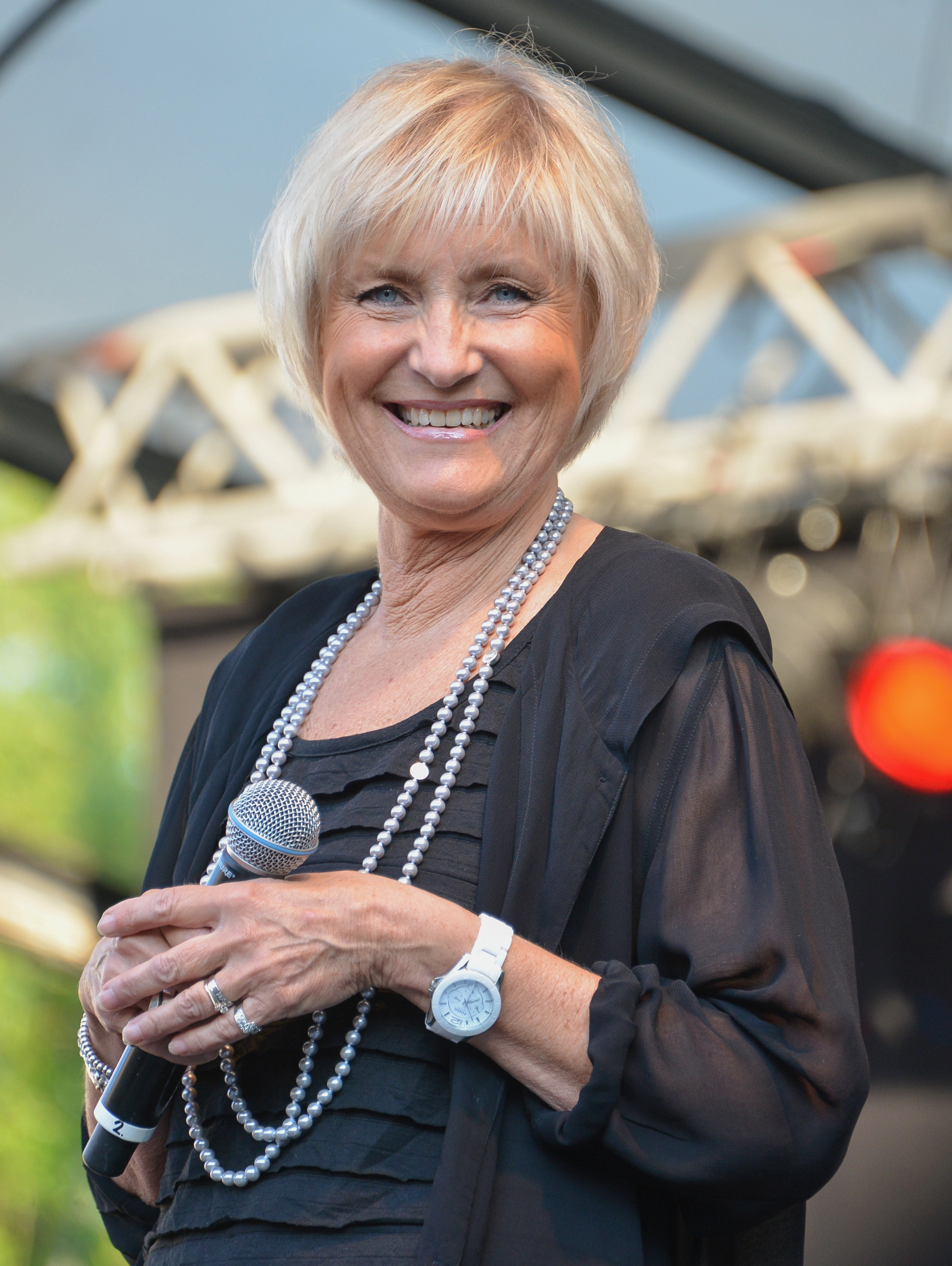
Anita Berggren, vokalist i orkestern.
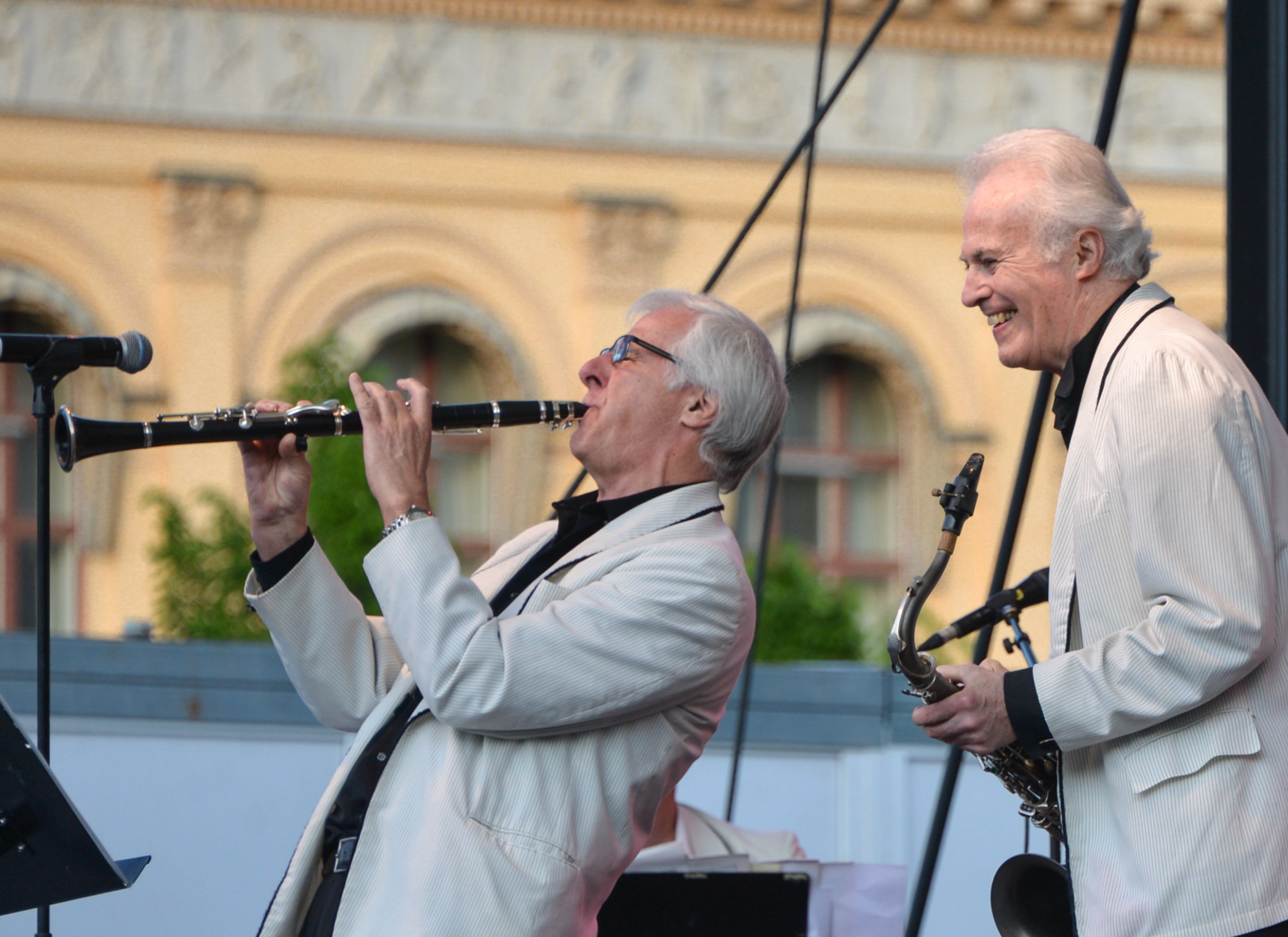
Saxofonisten Ulf Andersson som var med i Abba redan från början. Här med orkesterkollegan i ett klarinettsolo.
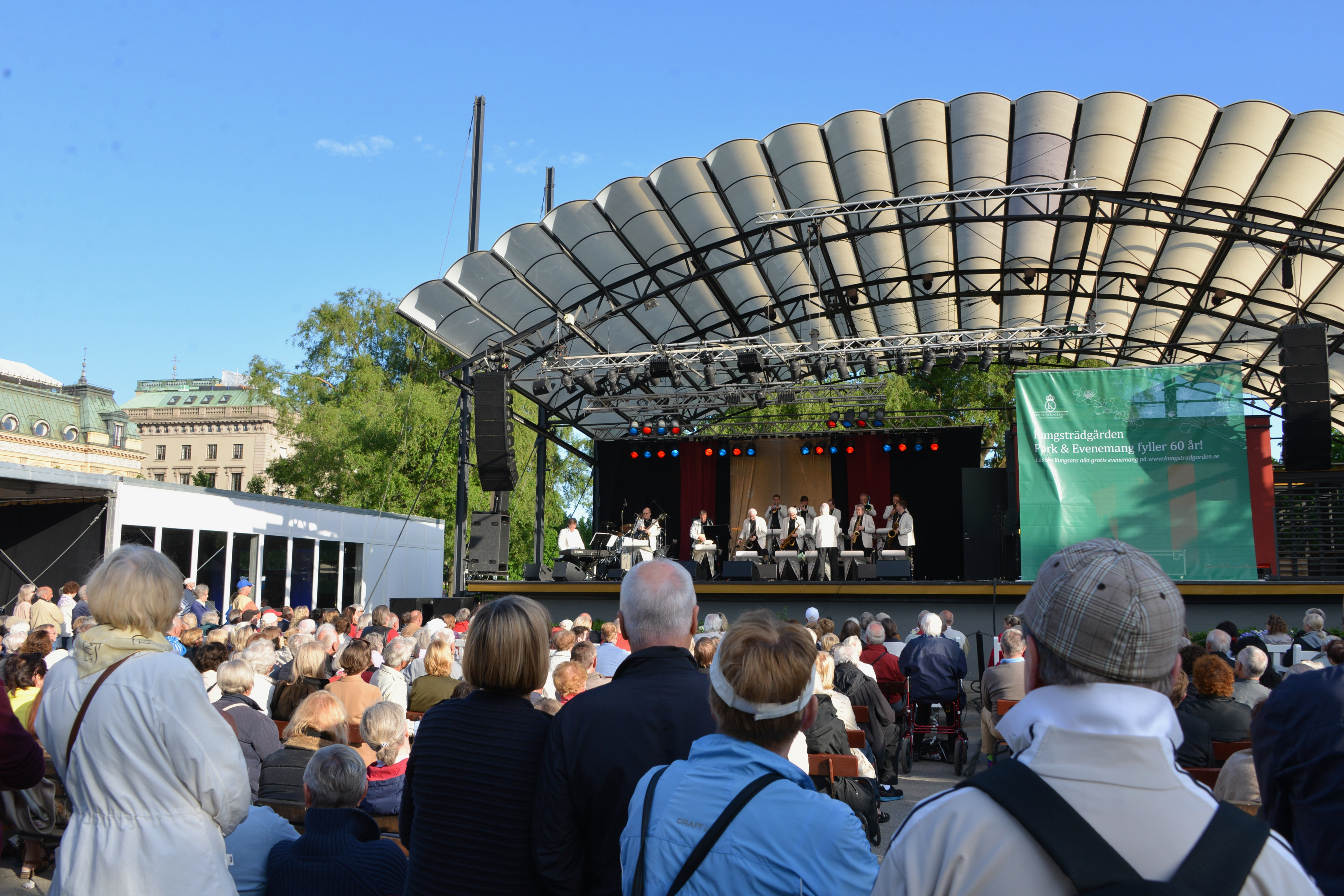
Leif Kronlunds orkester uppträdde under jubileumskonserten när Kungsträdgården Park & Evenemang fyllde 60 år.